# Weissach (Landschaftsschutzgebiet)
Weissach ist ein mit Verordnung der Unteren Naturschutzbehörde beim Landratsamt Böblingen vom 5. Mai 1994 ausgewiesenes Landschaftsschutzgebiet (LSG-Nummer 1.15.083).

## Lage und Beschreibung
Das 578,1586 Hektar große Gebiet besteht aus elf Teilgebieten, die um Weissach herum angesiedelt sind. Das Schutzgebiet gehört zum Naturraum Neckarbecken.
Die flächenhaften Naturdenkmale Pflanzenstandort Lange Hecke, Feldgehölz u. Halbtrockenrasen Ruprechtshalden, Halbtrockenrasen Reutäcker, Lindenallee u. Halbtrockenrasen Lerchenberg, 5 Linden an der Friozheimer Straße, Feldgehölz u. Halbtrockenrasen Härte, Pflanzenstandort Hinterer Aidenberg, Feldgehölz u. Halbtrockenrasen Rommelshalden, Halbtrockenrasen Bannholz, Feldgehölz u. Halbtrockenrasen Suhenreute, Feldgehölz u. Halbtrockenrasen Hühnerberg, Feldgehölz u. Halbtrockenrasen Telle, Pflanzenstandort Hinterer Aidenberg, Feldgehölz u. Halbtrockenrasen Eutenburg I, Feldgehölz u. Halbtrockenrasen Eutenburg II, Halbtrockenrasen Eutenburg-Ettlesberg, Halbtrockenrasen u. Steinriegel Friedenshöhe, Lindenhain u. Halbtrockenrasen a.d.Friedenshöhe und Halbtrockenrasen Ettlesberg liegen im Landschaftsschutzgebiet.
Laut Schutzgebietssteckbrief handelt es sich um eine vielgestaltige Kulturlandschaft mit ursprünglichem Charakter als Lebensraum für die heimische Tier- und Pflanzenwelt, auch als deren genetisches Reservoir und großer Erholungsraum.
Im Süden grenzt eines der Teilgebiete an das Naturschutzgebiet Hartmannsberg. Das Landschaftsschutzgebiet gehört zum FFH-Gebiet Strohgäu und unteres Enztal. Der Strudelbach durchfließt das Gebiet.

## Schutzzweck
Als Schutzzweck wird in der Schutzgebietsverordnung angegeben:
- Die Erhaltung und Sicherung des ursprünglichen Charakters einer vielgestaltigen Kulturlandschaft in ihrer Funktion für den Naturhaushalt, als Lebensraum der heimischen Tier- und Pflanzenwelt, insbesondere auch als deren genetisches Reservoir und als größerer, zusammenhängender Erholungsraum. Das Landschaftsschutzgebiet soll vor störenden und beeinträchtigenden Veränderungen bewahrt werden.

In den Teilgebieten gilt insbesondere
- Beim Landschaftsteil Hangbereiche mit Feldgehölzen, Magerrasen, Streuobstbeständen und wenigen landwirtschaftlichen Flächen in den Gewannen „Bannholz“, „Haugstetter Weg“ und „Geländ“ auf Gemarkung Weissach am nordwestlichen Rand der Ortsbebauung Weissach östlich des Iptinger Weges Schutzzweck ist die Erhaltung der im zentralen Bereich als Naturdenkmal „Bannholz“ geschützten landwirtschaftlich reizvollen Hangbereiche in ihrer besonderen Eigenart mit sehr wertvollen Pflanzenstandorten, Streuobstbeständen, landschaftsprägenden Magerrasenflächen und Feldgehölzen einschließlich der direkt angrenzenden Flächen; Schutz vor weiterer Zersiedlung dieses Landschaftsteils.
- Beim Landschaftsteil Streuobstwiesen, Feldgehölze, ein Kiefernwaldbestand und landwirtschaftliche Flächen in den Gewannen „Birkhof“, „Fahrnet“, „Vorberg“, „Säuerlesgrund“, „Stattengraben“ und „Noval“ auf Gemarkung Weissach zwischen der L 1177 nach Mönsheim und dem nördlich davon gelegenen Waldrand Schutzzweck ist die Sicherung des reizvollen Landschaftsbildes mit Streuobstwiesen entlang des Waldtraufes und Feldgehölzen; Verhinderung einer Zersiedelung.
- Beim Landschaftsteil Streuobstbestände, Heckenzüge, Feldgehölze, Magerrasen und landwirtschaftliche Flächen auf der Gemarkung Weissach in den Gewannen „Lange Forchen“, „Hühnerberg“, „Suhenreute“, „Telle“, „Meisental“ und „Binsen“ nordöstlich von Weissach zwischen den Feldwegen Flst. Nrn. 1921 und 1500 und dem nördlich davon gelegenen Waldrand Schutzzweck ist die Erhaltung der typischen Heckengäulandschaft von Steinriegeln, Hecken, Feldgehölzen und Magerrasen mit wertvollen Pflanzenbeständen sowie der Streuobstwiesen in der reizvollen geschwungenen Hügellandschaft; Schutz vor Zersiedelung.
- Beim Landschaftsteil Strudelbachtal und nördlich angrenzenden Hangbereich mit Heckenriegeln sowie dem Gelände um die Burgruine Kapfenhart östlich der Gemeinde Weissach mit den Gewannen „Tal“, „Mühlweg“, „Wanne“, „Schlupf“, „Brühl“, „Mühle“, „Eßlinger Wiesen“, „Ob der Mühle“, „Unter der Mühle“ und „Burg“ Schutzzweck ist die Offenhaltung und Erhaltung der naturnahen Bachaue mit bachgebleitendem Gehölzsaum und hohem Grünlandanteil sowie Sicherung der landschaftlich reizvollen Hangbereiche mit Heckenriegeln. Erhalt der naturnahen Laubmischwaldbestände um die Burgruine Kapfenhart; Schutz vor weiterer Zersiedelung.
- Beim Landschaftsteil Streuobstbestand, Gehölzstreifen und landwirtschaftliche Flächen östlich von Weissach in den Gewannen „Immental“, „Jäger“ und „Winterrain“ nordöstlich und östlich der Eisenbahnlinie nach Heimderdingen und westlich des Waldbestandes „Gernwald“ Schutzzweck ist der Erhalt eines landschaftlich reizvoll gelegenen Talzuges zwischen einem Waldgebiet und einem Gehölzstreifen entlang der Bahnlinie mit bereichsweisem Streuobstbestand; Schutz vor Zersiedelung.
- Beim Landschaftsteil Streuobstwiesen, Heckenriegel, Feldgehölze, Magerrasen und landwirtschaftliche Flächen westlich von Flacht zwischen der Ortsbebauung Flacht und den Waldgebieten „Stahlbühl“ und „Schellenberg“ mit den Gewannen „Großer Acker“, „Tränke“, „Stäudach“, „Ruprechtshalden“, „Lange Hecke“, „Reutäcker“, „Krummland“, „Steinberg“, „Graben“, „Stahlbühl“, „Lunschenhofen“ und „Kirchberg“. Sehr markante Kuppe mit Magerrasen, Feldgehölzen, Heckenzügen, Streuobstbeständen und einer Lindenallee im Gewann „Lerchenberg“ Schutzzweck ist der Erhalt der typischen Heckengäulandschaft mit Steinriegeln, Heckenzügen, Feldgehölzen und Magerrasen sowie der Streuobstbestände. Schutz der sehr wertvollen Pflanzenstandorte in diesem Bereich. Sicherung der markanten und landschaftlich sehr reizvollen Kuppe des Lerchenberges mit ihrer typischen Vegetation der Heckengäulandschaft sowie einer Lindenallee; Schutz vor Zersiedelung.
- Beim Landschaftsteil Hecken, Feldgehölze, Magerrasen, Streuobstbestände und landwirtschaftliche Flächen südwestlich von Flacht mit den Gewannen „Härte“, „Schild“, „Göttlesgrund“, „Wanne“ und „Eisenhütle“. Markante bewaldete Kuppe mit anschließenden Streuobstwiesen und landwirtschaftlichen Flächen südlich von Weissach mit dem Gewann „Klammelten“ zwischen der K 1013 nach Perouse und dem Feldweg Flst. Nr. 1935 Schutzzweck ist die Erhaltung der durch Streuobstwiesen und Feldgehölze geprägten reizvollen Landschaft mit Steinriegeln sowie der wertvollen Magerrasenflächen im Gewann „Härte“. Sicherung der das Landschaftsbild prägenden Kuppe mit Gehölzbestand im Gewann „Klammelten“; Schutz vor Zersiedelung.
- Beim Landschaftsteil Westlicher Hang des Strudelbachtals zwischen Weissach und Flacht westlich der K 1018 nach Westen bis zu den Feldwegen Flst. Nrn. 3282, 3322, 3366, 3404, 3409, 3856 auf den Gemarkungen Weissach und Flacht mit den Gewannen „Frizenhalden“, „Karweg“ und „Wengert“ Schutzzweck ist die Sicherung des landschaftsprägenden und reizvollen Hanges mit Trockenmauern, Steinriegeln, Verbuschungen und Streuobstbeständen sowie der Streuobstwiesen auf der Hochfläche; Schutz vor weiterer Zersiedelung.
- Beim Landschaftsteil Tal des Strudelbaches mit landwirtschaftlich genutzten Grünlandflächen zwischen Weissach und Flacht mit den Gewannen „Oberes Tal“, „Hofwiesen“ und „Löchleswiesen“ auf den Gemarkungen Weissach und Flacht. Östlicher Hang des Strudelbachtales mit nach Norden anschließenden Streuobstbeständen und Heckenriegeln zwischen Weissach und Flacht östlich der K 1018 nach Osten bis zu den Feldwegen Flst. Nrn. 441, 474, 4505 und 4559, mit den Gewannen „Aidenberg“ und „Hinterer Aidenberg“ Schutzzweck ist die Sicherung des landschaftsbeherrschenden Höhenzuges des Aidenberges mit seinen Heckenzügen, Steinriegeln, Magerrasen und Streuobstbeständen. Erhaltung der unverbauten Bachaue mit bachbegleitendem Gehölzsaum; Schutz vor weiterer Zersiedelung.
- Beim Landschaftsteil Heckenzüge, Feldgehölze, Magerrasen, Streuobstwiesen und landwirtschaftlichen Flächen mit den Gewannen „Rot“, „Graben“, „Rommelshalden“, „Heuweg“, „Bonlanden“, „Hagbusch“, „Eutenburg“, „Hirschsprung“, „Friedenshöhe“, „Ettlesberg“, „Grund“ und „Mähdach“ nordöstlich, östlich und südöstlich von Flacht auf den Gemarkungen Weissach und Flacht. Lindenhain auf der Gemarkung Flacht mit der „Friedenshöhe“ östlich von Flacht Schutzzweck ist die Erhaltung der typischen Heckengäulandschaft mit Heckenzügen, Steinriegeln, Feldgehölzen und größeren zusammenhängenden Magerrasenflächen sowie Schutz der sehr wertvollen Pflanzenstandorte in diesem Bereich. Sicherung der Streuobstbestände in reizvoller Hanglage bzw. entlang eines Waldtraufes. Schutz des Lindenhains auf dem Ettlesberg für die Naherholung; Verhinderung der Zersiedelung.
- Beim Landschaftsteil Streuobstbestände und wenige landwirtschaftliche Flächen südwestlich von Flacht, nördlich an der BAB A8 auf der Gemarkung Flacht mit den Gewannen „Biegel“ und „Ziegelhütte“ Schutzzweck ist die Sicherung des landschaftsprägenden zusammenhängenden Streuobstbestandes mit seiner reizvollen Lage zwischen zwei Waldstücken; Verhinderung der Zersiedelung.